# Cannery Row
Cannery Row és una pel·lícula estatunidenca dirigida per David S. Ward, estrenada el 1982. És una adaptació de la novel·la de John Steinbeck.

## Argument
Un exjugador de beisbol fracassat i ficat a biòleg marí d'estar per casa viu en una petita població costanera on manté una relació amb una prostituta vagabunda en el cor de la qual nia l'esperit de la contradicció. Junts viuran un romanç gairebé impossible i molt a la desesperada: dues ànimes ben diferents es troben buscant l'un en l'altre allò que els manca.

## Repartiment
- Nick Nolte: Doc
- Debra Winger: Suzy DeSoto
- Audra Lindley: Fauna
- Frank McRae: Hazel
- M. Emmet Walsh: Mack
- Tom Mahoney: Hughie
- John Malloy: Jones
- James Keane: Eddie
- John Huston: Narrador (veu)
- Brenda Hillhouse: Martha
- Art LaFleur: Porter

## Crítica
Realisme sentimentalitzat en un quotidià esdevenir de personatges desplaçats i erràtics. En realitat, poca cosa per un film, la posada en escena del qual no aconsegueix remuntar el vol sobre la base literària que la sustenta. Com a dada addicional, senyalar que Rachel Welch, victima d'una mala jugada, va ser acomiadada del rodatge i substituïda per Debra Winger.